# Lotfollah Taraghi
Lotfollah Taraghi (persiska: لطف‌الله ترقی), född 1903 [1282] i Qom, Iran, död 1973 [1352] i Teheran, Iran, var en iransk journalist, förläggare, advokat och lagstiftningsrådgivare i Irans parlament. Han räknas som en av de mest framstående journalisterna i 1900-talets Iran. Han är far till den iranska författarinnan Goli Taraghi.

## Karriär som journalist
Lotfollah Taraghi var en välkänd markägare och på 1940-talet ägde han större delen av Mahmoodieh-området i Teheran. Han var patriotisk i politisk inriktning och har beskrivits som en av de fem mest kända iranska journalisterna under perioden 1941-1957. 1929 [1308] lanserade han en social och litterär tidskrift vid namn Taraghi ("Framsteg"), som utkom ända fram till mitten av 1960-talet. Han arbetade som jurist vid det iranska parlamentet (majles) och tidskriften avhandlade bland annat aktuella politiska diskussioner. Han var också redaktör för den litterära tidskriften Āsiā-ye javān (Det unga Asien) under en tid.

## Historiska skönlitterära verk

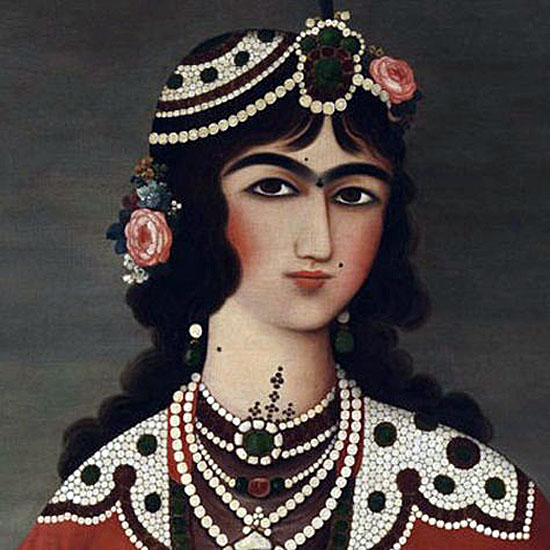
Illustration från omslaget på första upplagan av Jeyran och hemligheterna i Naseroddin Shahs harem

Lotfollah Taraghi hade ett djupt intresse för historiska romaner och berättelser. Han är främst känd för sin skönlitterära anekdotsamling Jeyran och hemligheterna i Naseroddin Shahs harem (Jeyrān va asrār-e haramsarā-ye Nāseroddin Shāh) på persiska, som skildrar livet i den qajarkungen Naseroddin Shahs harem. Jeyran är namnet på kungens favorit och första älskarinna.
Taraghis bok Jeyran och hemligheterna i Naseroddin Shahs harem gav inspiration till den iranska historisk-romantiska tv-serien Jeyran (جیران, 2022), skriven och regisserad av Hassan Fathi.

## Verk i urval
- Jeyran och hemligheterna i Naseroddin Shahs harem (Jeyrān va asrār-e haramsarā-ye Nāseroddin Shāh)
- Bagdads nätter (Shab-hā-ye Baghdād)